# Chloropidae
I Cloropidi (Chloropidae Rondani, 1856) sono una grande famiglia di insetti dell'ordine dei Ditteri (Brachycera: Cyclorrhapha: Acalyptratae). Per l'ampia distribuzione, l'elevato numero di specie, l'importanza economica di alcune di esse, questa famiglia è considerata una delle più importanti nell'ambito degli Acalyptratae.

## Nomenclatura
Per la limitata importanza che la famiglia riveste in Italia, non esiste un nome comune ricorrente, a parte quello mutuato dal nome scientifico. In inglese, i Cloropidi sono indicati con vari nomi, fra cui sono frequenti frit flies e grass flies. Il significato del primo nome non è ben certo: frit è il termine usato per indicare la massa che si ottiene dalla prima fusione della sabbia silicea (fritta) nella fabbricazione del vetro ed è probabile che sia usato per fare riferimento all'aspetto di questi ditteri. Il secondo nome fa invece riferimento al comportamento degli adulti, che si rivengono comunemente nei luoghi erbosi (grass, "erba").
Altri nomi ricorrenti, in inglese, sono stem flies o stem-miner flies e eye flies. Il termine stem ("stelo") fa riferimento al comportamento delle larve, che in molte specie sono fitofaghe minatrici dei culmi delle Graminacee. Il termine eye ("occhio") fa invece riferimento al comportamento degli adulti di alcuni generi, che tendono posarsi spesso gli occhi dei mammiferi.

## Descrizione

### Adulto
I Cloropidi si presentano come un vasto ed eterogeneo gruppo, ma condividono, in generale, alcuni caratteri ricorrenti e, in particolare, la ridotta chetotassi e la venatura alare semplificata con alcune caratteristiche ricorrenti nelle nervature posteriori. Le dimensioni sono piccole e in genere la lunghezza del corpo è compresa fra 1 e 5 mm. Alcuni Oscinellinae possono tuttavia arrivare anche a 8 mm di lunghezza. Il tegumento è spesso lucente e la livrea è frequentemente di colore giallo pallido, con macchie zonali nere o rosse sul capo, sul torace e sull'addome (Chloropinae), oppure interamente nera (Oscinellinae).
Il capo ha una fronte ampia, con occhi grandi e con ocelli disposti su una placca frontale di forma triangolare, nettamente differenziata e sclerificata, che si estende dal vertice fino a buona parte della fronte. Le antenne sono dirette in avanti, di tipo aristato, con primo flagellomero globoso o reniforme, raramente allungato, e con arista in genere piumosa o pubescente. La chetotassi del capo è ridotta ed è composta da setole poco robuste. Le setole fronto-orbitali sono in genere sostituite da una serie di peli brevi e inclinati posteriormente, ma a volte sono più robuste, in numero di 1-3 paia di varia inclinazione. Le setole verticali esterne ed interne, le ocellari e le postocellari sono in genere presenti, relativamente brevi ma robuste; le postocellari sono parallele, convergenti o incrociate fra loro. Le vibrisse sono presenti ma brevi e sottili, simili a peli. L'apparato boccale presenta palpi mascellari sottili, generalmente più grandi nel maschio, e labbro inferiore poco sviluppato e sclerificato oppure più o meno lungo e solo leggermente sclerificato.
Il torace è rivestito da una rada pubescenza sullo scuto e sullo scutello, mentre le pleure possono essere glabre o tomentose. Il mesoscuto è convesso e tanto lungo quanto largo, lo scutello è di forma variabile, da breve e arrotondato a lungo e conico, le propleure sono fortemente carenate. La chetotassi è marcatamente ridotta e composta, su ogni lato, da una setola omerale (due nei Siphonellopsinae), spesso debole e poco sviluppata, 2-3 notopleurali, di cui una anteriore e le altre posteriori, a volte anche più di tre, una postalare, una dorsocentrale prescutellare. Nei Siphonellopsinae sono invece presenti quattro paia di setole dorsocentrali, di cui uno presuturale, in alcuni Chloropinae 1-2 paia. Sullo scutello sono sempre presenti un paio di setole apicali e una o più paia di setole subapicali, accompagnate da microchete e peli di vario sviluppo su tutta la superficie dello sclerite; in alcuni generi, come ad esempio Elachiptera, le setole sono inserite su caratteristiche prominenze dello scutello. Le pleure non presentano generalmente macrochete, ad eccezione della propleura, che porta una setola. Gli altri scleriti pleurali sono generalmente glabri oppure, in alcuni generi, possono essere più o meno pubescenti e portare eventualmente anche setole comunque poco sviluppate. Le zampe sono brevi e sottili, prive di macrotrichi. All'estremità distale delle tibie medie e posteriori può essere presente uno sperone ricurvo. Sulla faccia dorsale delle tibie posteriori, nella maggior parte degli Oscinellinae e in alcuni generi dei Chloropinae, è presente un particolare organo, allungato e depresso, al quale si attribuiscono funzioni sensoriali o secretorie.
Le ali sono in genere ben sviluppate, larghe, ialine o raramente marcate, con lobo anale ampio e arrotondato. Nella famiglia ricorrono anche forme con vari gradi di meiotterismo fino alla completa assenza delle ali. La venatura posteriore è semplificata, con vene longitudinali tendenzialmente concentrate verso la metà anteriore. La costa si estende fino alla terminazione della media o di R4+5 e presenta una sola frattura poco prima della confluenza del ramo anteriore della radio (frattura subcostale). Solo poche specie sono del tutto prive di fratture sulla costa. La subcosta è molto debole alla base ed evanescente nel tratto terminale. La radio si divide in tre rami, di cui R1 e R2+3 relativamente brevi e R4+5 più lunga, ma terminante in posizione subapicale. La media è indivisa e termina all'apice dell'ala o in posizione subapicale posteriore. La cubito si divide in due rami, con CuA1 lunga ma incompleta o evanescente, poco prima del margine, e CuA2 breve e incompleta. La vena anale è sempre assente. Delle nervature trasversali è sempre presente la radio-mediale, quasi sempre presente la medio-cubitale discale, sempre assente la medio-cubitale basale. In conseguenza di questa conformazione, la seconda cellula basale e la discale sono in genere chiuse ma fuse, mentre manca sempre la cellula anale.
L'addome è largo, assottigliato all'apice, in genere composto da cinque uriti apparenti, con stigmi posizionati sulla membrana laterale presso il margine laterale dei tergiti. I maschi hanno gli uriti terminali simmetrici, ad eccezione dei Siphonellopsinae, nei quali sono asimmetrici. Gli uriti terminali della femmina, dal sesto all'ottavo, sono semplici, con scleriti organizzati a formare un ovopositore più o meno sviluppato in lunghezza.

### Stadi giovanili
Le larve possono avere morfologie differenti secondo il tipo funzionale, ma si riconducono a forme apode e anfipneuste. In genere sono bianche o color crema, cilindriche e allungate, di 4–12 mm di lunghezza, più sottili anteriormente, ma le larve galligene sono più compatte. I segmenti addominali sono spesso forniti di aree ambulacrali composte piccole spine tegumentali, ubicate nella parte ventrale dei segmenti oppure estese anche alle parti dorsali o del tutto assenti. Gli stigmi toracici sono portati da processi conformati a ventaglio, quelli addominali da brevi processi cilindrici.
Il pupario è cilindrico, lungo e sottile nella maggior parte delle specie fitofaghe, breve e largo nelle forme predatrici associate ai ragni.

## Biologia

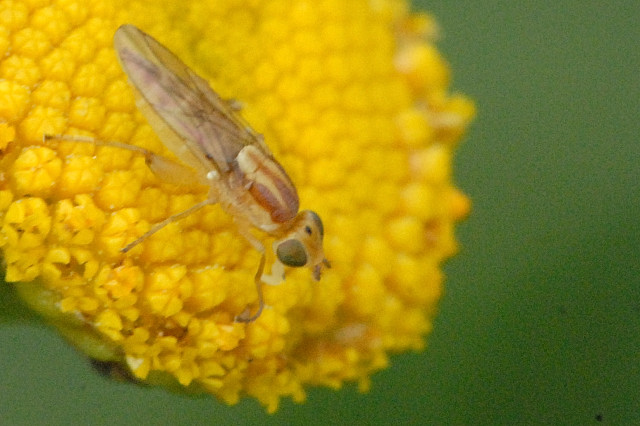
Meromyza sp. (Chloropinae)

Nelle regioni temperate, il ciclo è univoltino o polivoltino, con 1-3 generazioni l'anno in funzione della latitudine e lo svernamento ha luogo in genere allo stadio di larva o di pupa o, meno frequentemente, di adulto.
Le larve dei Cloropidi manifestano differenti comportamenti trofici e non del tutto accertati. I più ricorrenti sono la saprofagia e la fitofagia. Meno frequenti sono la zoofagia e la micetofagia.
Le specie fitofaghe sono endofite e si comportano come minatrici degli steli o, meno frequentemente, come galligene. Queste ultime fanno capo ai generi Lipara, Pseudeurina e ad una parte dei generi Eurina e Chlorops, mentre altre specie si ritrovano come commensali nelle loro galle. Alcune specie fitofaghe sono importanti sotto l'aspetto economico perché dannose ai cereali autunno-vernini, ma le piante ospiti attaccate dai Cloropidi fanno per lo più parte di un insieme più ampio che comprende le Poaceae e le Cyperaceae.
Le larve saprofaghe si sviluppano a spese di materiali organici di natura vegetale presenti sulle piante o sul suolo oppure su altri detriti organici, come ad esempio la rosura lasciata da insetti fitofagi o gli escrementi dei vertebrati. Le larve dei Cloropidi forestali sono saprofaghe o sapro-micetofaghe e si sviluppano nel legno marcescente, sotto la corteccia degli alberi morti, negli strobili delle conifere oppure a spese di funghi.
La zoofagia si manifesta in larga prevalenza con la predazione a spese di altri artropodi o con l'oofagia o con la necrofagia. Le principali specie predatrici o oofaghe rientrano nei generi Anatrichus, Fiebrigella (Lasiambia), Kurumemyia, Pseudogaurax, Speccafrons e Thaumatomyia. Varie sono le relazioni trofiche: le larve del genere Thaumatomyia vivono nel terreno, predando afidi radicicoli, oppure sugli alberi e sugli arbusti, dove predano cocciniglie; le larve di Thaumatomyia glabra sono attive predatrici di un afide galligeno associato alla barbabietola da zucchero (Pemphigus populivenae). Quelle del genere Pseudogaurax sono predatrici oofaghe a spese di ovature di ragni, mantidi e limantridi. Associate alle ovature dei ragni sono anche le larve di altre specie di Pseudogaurax e quelle del genere Speccafrons. Quelle del genere Kurumemyia e alcune specie di F. (Lasiambia) si sviluppano nelle ooteche delle mantidi, altre specie di F. (Lasiambia) nelle ooteche delle cavallette. Specie di Anatrichus sono invece risultate predatrici di larve minatrici dei culmi del riso.

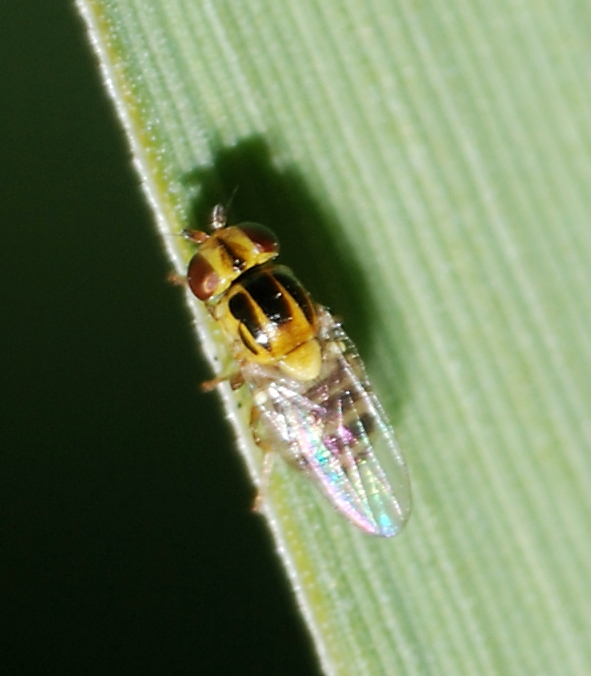
Thaumatomyia sp. (Chloropinae)

Fra le specie zoofaghe associate ai Vertebrati è particolarmente interessante il comportamento delle larve del genere australiano Batrachomyia, che vivono come zooparassite nel tessuto sottocutaneo delle rane.
Il commensalismo è stato riscontrato in molte occasioni con varie forme. Fra queste è frequente la presenza di larve di Cloropidi commensali nelle galle e nelle mine prodotte da altri insetti endofiti appartenenti a diversi ordini. Sono stati accertati, anche se poco studiati, anche casi di commensalismo nei nidi di imenotteri, come ad esempio la presenza di larve di Fiebrigella nelle celle del polline dei nidi di Megalopta (Hymenoptera: Apoidea: Halicticidae).
Gli adulti sono piuttosto comuni e si rinvengono prevalentemente sulla vegetazione di luoghi aperti ed erbosi ricchi di graminacee o ciperacee, da cui il nome comune più frequentemente attribuito, dagli anglosassoni, a questa famiglia (grass flies, "mosche dell'erba"). In realtà l'associazione con questi habitat è solo il caso più ricorrente: adulti di Cloropidi possono essere ritrovati in un'ampia varietà di ambienti, dalle coste all'alta montagna; fra questi sono citati i deserti, le spiagge degli oceani, le aree umide di varia natura, gli ambienti forestali. In questi ultimi, cloropidi adulti si rinvengono sia nel sottobosco sia nella chioma degli alberi, compreso lo strato della volta (canopy) delle foresta pluviale tropicale. Infine, fra gli ambienti frequentati dai Cloropidi, si citano anche quelli antropizzati, quali i campi coltivati e i pascoli e l'ambiente urbano. Gli adulti del genere Siphunculina e di diverse specie di Chlorops sono piuttosto comuni sui fiori. Le specie dei generi Gampsocera, Gaurax, Hapleginella e Rhodesiella e altre dei generi Tricimba e F. (Lasiambia) sono associate ad ambienti forestali.
Fra i comportamenti riscontrati negli adulti ha una particolare importanza, in alcune regioni, quello di alcune specie dei generi Hippelates, Liohippelates e Siphunculina: questi insetti, gli eye flies propriamente detti, sono particolarmente fastidiosi perché si posano spesso sugli occhi degli animali domestici e dell'uomo, in quanto attratti dal secreto dell'apparato lacrimale.

## Sistematica e filogenesi

### Filogenesi
Sulla filogenesi dei Cloropidi c'è una sostanziale convergenza, almeno nelle linee generali, nel mettere in relazione questa grande famiglia con quella dei Milichiidae per la condivisione di alcune sinapomorfie relative all'apparato genitale femminile. Colless & D.K. McAlpine (1970) includevano Milichiidae e Chloropidae nella superfamiglia Drosophiloidea, insieme ad altre famiglie di Acaliptrati che sono incluse nei Carnoidea sensu J.F. McAlpine; la sostanziale divergenza riguarda invece la posizione dei Carnidae, che i due australiani consideravano filogeneticamente lontani dai Cloropidi. Griffiths (1972) individuava nell'ampio raggruppamento dei Tephritoinea un gruppo di famiglie affini (Chloropidae group), comprendente, oltre ai Chloropidae e ai Milichiidae, anche le famiglie Risidae (attualmente incorporata negli Ephydridae), Carnidae e Acartophthalmidae. Willi Hennig (1973) raggruppava nella superfamiglia Chloropoidea le famiglie Carnidae, Milichiidae e Chloropidae. Andersson (1977), a cui si deve un ruolo fondamentale nello sviluppo della sistematica dei Cloropidi, pur senza sviluppare uno schema filogenetico che mettesse in relazione la famiglia con gli altri Acaliptrati, concordava sulla condivisione delle sinapomorfie già citate da Hennig e Griffiths. J.F. McAlpine sviluppò ulteriormente l'analisi cladistica individuando una correlazione indiretta fra Chloropidae e Milichiidae, pur confermando in sostanza le suddette sinapomorfie. Il cladogramma di J.F. McAlpine definisce una relazione più stretta dei Cloropidi con la famiglia dei Cryptochetidae, che formerebbero un clade monofiletico con la famiglia dei Milichiidae:
|  | Australimyzidae |
|  |                 |
|  | Carnidae        |
|  |                 |

|  | Milichiidae                                                    |
|  |                                                                |
|  | \| \| Cryptochetidae \| \| \| \| \| \| Chloropidae \| \| \| \| |
|  |                                                                |
|  | Cryptochetidae                                                 |
|  |                                                                |
|  | Chloropidae                                                    |
|  |                                                                |

|  | Cryptochetidae |
|  |                |
|  | Chloropidae    |
|  |                |

|  | Milichiidae                                                    |
|  |                                                                |
|  | \| \| Cryptochetidae \| \| \| \| \| \| Chloropidae \| \| \| \| |
|  |                                                                |
|  | Cryptochetidae                                                 |
|  |                                                                |
|  | Chloropidae                                                    |
|  |                                                                |

|  | Cryptochetidae |
|  |                |
|  | Chloropidae    |
|  |                |

|  | Australimyzidae |
|  |                 |
|  | Carnidae        |
|  |                 |

|  | Milichiidae                                                    |
|  |                                                                |
|  | \| \| Cryptochetidae \| \| \| \| \| \| Chloropidae \| \| \| \| |
|  |                                                                |
|  | Cryptochetidae                                                 |
|  |                                                                |
|  | Chloropidae                                                    |
|  |                                                                |

|  | Cryptochetidae |
|  |                |
|  | Chloropidae    |
|  |                |

|  | Milichiidae                                                    |
|  |                                                                |
|  | \| \| Cryptochetidae \| \| \| \| \| \| Chloropidae \| \| \| \| |
|  |                                                                |
|  | Cryptochetidae                                                 |
|  |                                                                |
|  | Chloropidae                                                    |
|  |                                                                |

|  | Cryptochetidae |
|  |                |
|  | Chloropidae    |
|  |                |

In particolare, J.F. McAlpine stabilisce la relazione di Cryptochetidae e Cloropidae sulla base dello sviluppo del triangolo ocellare, delle propleure carenate e della pubescenza della parte centrale dello scutello, caratteri non sempre ricorrenti nei Milichiidae e nei Risidae. Lo schema di McAlpine si ritiene oggi superato dalla revisione di Buck (2006), che colloca i Cryptochetidae in un clade primitivo rispetto alla linea Chloropidae+Milichiidae:
|  | Cryptochetidae                                              |
|  |                                                             |
|  | \| \| Milichiidae \| \| \| \| \| \| Chloropidae \| \| \| \| |
|  |                                                             |
|  | Milichiidae                                                 |
|  |                                                             |
|  | Chloropidae                                                 |
|  |                                                             |

|  | Milichiidae |
|  |             |
|  | Chloropidae |
|  |             |

La filogenesi all'interno della famiglia è ancora in corso di sviluppo e supporta solo in parte la correlazione fra i generi e fra le tribù. Per quanto concerne la relazione fra le tre sottofamiglie, prevale l'orientamento di collocare i Siphonellopsinae come clade primitivo correlato al resto della famiglia.
|  | Siphonellopsinae                                             |
|  |                                                              |
|  | \| \| Chloropinae \| \| \| \| \| \| Oscinellinae \| \| \| \| |
|  |                                                              |
|  | Chloropinae                                                  |
|  |                                                              |
|  | Oscinellinae                                                 |
|  |                                                              |

|  | Chloropinae  |
|  |              |
|  | Oscinellinae |
|  |              |

Posizioni minoritarie riportate in letteratura negli ultimi 30 anni riguardano la collocazione dei Siphonellopsinae e la monofilia degli Oscinellinae. In particolare, nei Siphonellopsinae si sarebbero riscontrate delle affinità con i Milichiidae e negli Oscinellinae non ci sono informazioni sufficienti a definirne la piena monofilia. Questi aspetti hanno perciò generato alcune proposte, poco condivise, che si delineano fondamentalmente nell'elevazione dei Siphonellinae al rango di famiglia e nello scorporo degli Oscinellinae in tre sottofamiglie.

### Sistematica

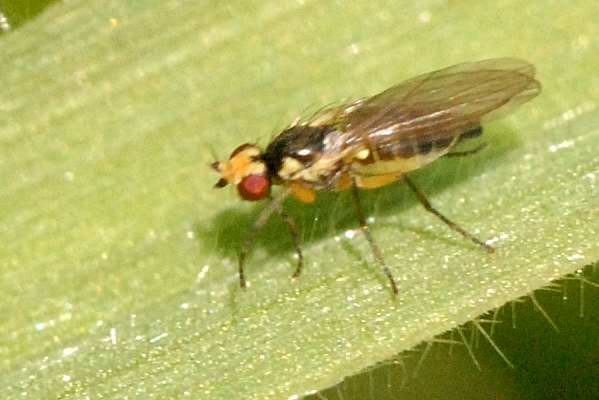
Cerodontha sp.

Si stima che la famiglia dei Chloropidae comprenda circa 4000 specie esistenti, molte delle quali ancora sconosciute o prive di classificazione. Le informazioni relative al numero effettivo di generi e specie classificati è piuttosto incerto, non essendoci un lavoro organico che prenda in esame il complesso della letteratura prodotta su questa famiglia nell'arco di oltre un secolo: gli studi sviluppati dagli anni settanta ad oggi, in materia di sistematica, si sono infatti concentrati sulla fauna di singole regioni zoogeografiche. Una raccolta completa e abbastanza aggiornata è quella del BioSystematic Database of World Diptera (BDWD), che tuttavia si basa sulla registrazione di tutti i dati storicamente prodotti in materia di nomenclatura dei Ditteri. La banca dati raccoglie quasi 5000 record associati ai Chloropidae, compresi i nomi non validi, le sinonimie, le revisioni, ma non risolve sufficientemente le incongruenze. Ismay & Nartshuk (2000) indicano in 2000 il numero di specie descritte e in 160 il numero approssimativo dei generi riconosciuti e questo è l'assunto maggiormente ricorrente nella letteratura recente; Cherian (2002) riporta l'esistenza di 2100 specie ripartite in 155 generi; Mlynarek (2009), citando come fonte il BDWD al 2007, indica in 2800 il numero approssimativo di specie e in 160 generi. In merito al numero di generi, il BDWD riporta quasi 400 nomi; escludendo le sinonimie, i nomi non validi e i taxa al rango di sottogenere, il numero complessivo di generi sarebbe dell'ordine di 180, ovvero circa 20 in più rispetto al numero citato nelle pubblicazioni. Tale differenza è presumibilmente dovuta ad aggiornamenti incompleti o non effettuati o ad errori di trascrizione che talvolta si riscontrano nel database.
La storia della tassonomia dei Cloropidi si è sviluppata in circa un secolo e mezzo, ma questi insetti erano già noti nel Settecento con la descrizione di Musca frit, da parte di Linneo. La specie classificata dal naturalista si identifica in Oscinella frit, il cloropide più famoso per i danni provocati alle coltivazioni di cereali. Agli inizi dell'Ottocento seguirono altre determinazioni, ma si deve a Rondani (1856) la prima definizione dello status di famiglia, con il nome Chloropina. I contributi più importanti alla conoscenza della biodiversità di questa famiglia risalgono al primo trentennio del Novecento, grazie all'opera di Becker, Duda, Enderlein e Malloch che, nel corso di quegli anni, hanno classificato un grande numero di specie e generi di tutte le regioni zoogeografiche della Terra. Molte delle classificazioni effettuate da questi Autori sono ancora oggi ritenute valide, per quanto vi sia stato un notevole lavoro di riclassificazione operato negli ultimi decenni, a partire dagli anni sessanta, grazie all'analisi cladistica. I contributi fondamentali, nella seconda metà del Novecento, si devono allo svedese Andersson, allo statunitense Sabrosky, alla russa Nartshuk, al giapponese Kanmiya, ai quali si sono aggiunti, più recentemente, quelli del britannico Ismay, dell'indiano Cherian, della brasiliana Paganelli e del canadese Wheeler.

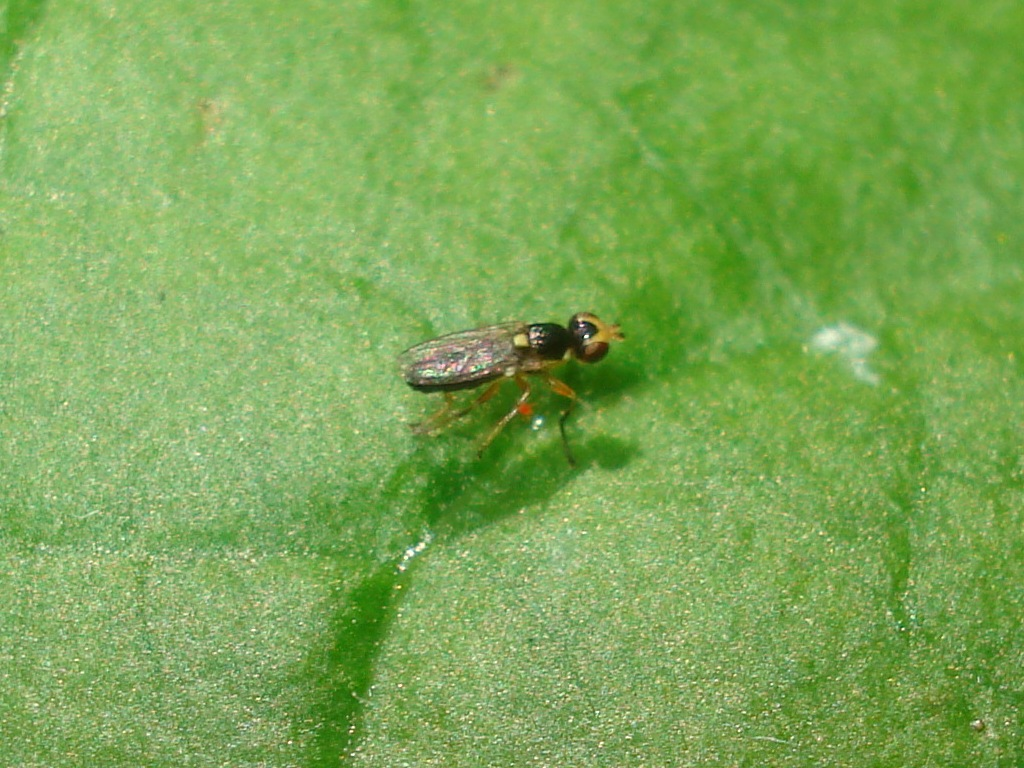
Cetema sp. (Chloropinae)

Per lungo tempo i Cloropidi sono stati ripartiti fra le seguenti tre sottofamiglie e ancora oggi è largamente condivisa questa suddivisione:
- Chloropinae Loew, 1862.
- Oscinellinae Becker, 1910 (= Botanobiinae Malloch, 1913, Oscinosominae Enderlein, 1911)
- Siphonellopsinae Duda, 1932 (= Siphonellopsidae Nartshuk, 1983)

Fra gli anni settanta e gli anni ottanta ha avuto inizio anche lo sviluppo di una suddivisione dei Chloropinae e degli Oscinellinae in tribù. Questo schema tassonomico, tuttavia, è ancora in corso di approfondimento in quanto non sono ancora ben definite le correlazioni filogenetiche fra i generi e i gruppi di generi. Significativa, sotto l'aspetto storico, è la revisione di Nartshuk (1983), che ha elevato i Siphonellopsinae al rango di famiglia (Siphonellopsidae) e le tribù Rhodesiellini e Hippelatini (Chloropidae: Oscinellinae) al rango di sottofamiglie (Rhodesiellinae e Hippelatinae). Nell'anno successivo, Sabrosky, in un manoscritto mai pubblicato, ha ripristinato lo schema tradizionale riportanto i Siphonellopsinae fra i Chloropidae e i Rhodesiellini e gli Hippelatini fra gli Oscinellinae. Pur senza assumere un carattere di ufficialità, l'impostazione data da Sabrosky è stata ampiamente accettata dalla maggior parte dei ditterologi, fra cui la stessa Nartshuk che, insieme al collega britannico, nel Manual of Palaearctic Diptera (2000), adotta la suddivisione nelle tre storiche sottofamiglie, con l'inclusione dei Siphonellopsinae fra i Cloropidi. Nella letteratura più recente la famiglia Siphonellospidae è stata riproposta nel 1991 dalla tedesca Wendt e lo scorporo degli Oscinellinae in tre sottofamiglie è mantenuto nel 2002 dall'indiano Cherian.

### Fossili
Alla famiglia dei Chloropidae sono attribuiti sette fossili del Cenozoico, di cui uno incertae sedis e un altro non classificato. Tutti i reperti sono trovati in sedimenti datati fra l'Eocene e l'Oligocene. Due di essi sono classificati in generi estinti, Protoscinella e Protoscinis, gli altri, ad eccezione della specie incertae sedis, nei generi Chlorops e Hippelates.

## Distribuzione
La famiglia è abbondantemente rappresentata in tutte le regioni zoogeografiche della Terra, ad eccezione dell'Antartide. La piccola sottofamiglia dei Siphonellopsinae è principalmente rappresentata nell'ecozona australasiana, mentre le altre sottofamiglie presentano una distribuzione più uniforme in tutto il mondo. Abbastanza ricca è la documentazione sulla biodiversità delle regioni tropicali dell'America, dell'Africa e dell'Asia, spesso alquanto carente per molte famiglie dei Ditteri.
La checklist europea, aggiornata da Nartshuk (2007) nel catalogo di Fauna Europaea comprende 64 generi con 394 specie, di cui un sesto appartenenti al genere Chlorops. La nomenclatura adottata in Fauna Europaea differisce da quella del BioSystematic Database of World Diptera: Diplotoxoides, Lasiambia, Microcercis e Neohaplegis sono riportati come generi in Fauna Europaea, rispettivamente come sottogeneri di Diplotoxa, di Fiebrigella, di Oscinella e di Cryptonevra nel BDWD.
In Italia sono segnalate 190 specie, appartenenti a 51 generi, facendo riferimento alla nomenclatura adottata in Fauna Europaea. I generi più rappresentativi, per numero di specie, sono Chlorops e Meromyza, rispettivamente con 36 e 13 specie, seguiti da Aphanotrigonum, Conioscinella, Dicraeus, Elachiptera e Thaumatomyia con otto specie, Oscinella e Oscinimorpha con sei. Quattro sono gli endemismi: Hapleginella coxata, Paraeurina chloropoides e Thaumatomyia montana nel nord Italia e Elachiptereicus italicus nella penisola

## Relazioni con l'uomo

### Ambito agrario e forestale
Per quanto in numero limitato, rispetto al totale delle specie, alcuni Cloropidi sono di particolare importanza economica a causa dei danni provocati dalle larve alla produzione dei cereali. In Italia, questi ditteri causano danni contenuti, mentre sono invece più temuti in altre regioni. In ogni modo l'entità dei danni causati dai Cloropidi varia notevolmente secondo la regione geografica e secondo l'annata.
Gli attacchi si svolgono all'interno di gallerie scavate nei giovani culmi, in genere nella parte centrale del cespo di piante già sviluppate, oppure nel terreno con l'alimentazione a spese di semi in fase di germinazione o delle plantule in fase di emergenza. La tipologia del danno cambia secondo i contesti:
- l'attacco a piante già sviluppate provoca in genere un eccessivo accestimento come reazione della pianta, determinando una scalarità nella formazione e nella maturazione delle spighe, ma danni più ingenti sono causati dall'eventuale compromissione della spigatura; in caso di piante piuttosto giovani si può avere anche la morte della pianta;
- l'attacco alle prime fasi dopo la semina provoca invece la fallanza delle emergenze con diradamenti che si ripercuotono sull'investimento. L'entità del danno è correlata all'intensità degli attacchi.

Nel caso di specie polivoltine, la dannosità nei confronti di una specie agraria si può avere in una determinata generazione. Generazioni differenti, inoltre, possono risultare dannose a colture diverse con differenti tipologie di danno: ad esempio, in primavera, la prima generazione di Oscinella frit attacca prevalentemente i culmi centrali dell'avena allo stadio di cinque foglie provocando un eccessivo accestimento, la seconda generazione si riversa principalmente sull'orzo compromettendone la spigatura, la terza generazione, autunnale, in genere si sviluppa a spese di graminacee spontanee e viene disturbata dalle lavorazioni del terreno; gli attacchi possono però spostarsi sui campi seminati creando gravi danni alle colture appena avviate di grano e altri cereali autunno-vernini.
Le specie di maggiore importanza agraria sono riassunte nella seguente tabella:
| Specie                | Regioni interessate                   | Piante attaccate                                                     |
| --------------------- | ------------------------------------- | -------------------------------------------------------------------- |
| Camarota curvipennis  | Europa meridionale                    | grano, orzo, avena                                                   |
| Chlorops oryzae       | Giappone e Corea (riso), Cina (grano) | riso, grano e varie graminacee foraggere e spontanee                 |
| Chlorops pumilionis   | Europa (orzo)                         | orzo, grano, segale, graminacee spontanee (in particolare Agropyron) |
| Lipara lucens         | Europa                                | Phragmites australis                                                 |
| Meromyza nigriventris | Europa e Asia                         | orzo, grano, segale                                                  |
| Meromyza saltatrix    | Europa, Asia, Nordamerica             | grano, graminacee foraggere e spontanee                              |
| Oscinella frit        | Europa, Asia, Nordamerica             | avena, grano, orzo, segale, mais, graminacee foraggere e spontanee   |
| Oscinella pusilla     | Europa                                | cereali                                                              |

Oscinella frit è ritenuto il cloropide più dannoso ed è citato nel Manual of Palaearctic Diptera come major pest, ovvero una specie che usualmente provoca moderate perdite di raccolto.
Fra i Cloropidi dannosi sono citate anche due specie di interesse forestale, la neartica Hapleginella conicola e la paleartica Hapleginella laevifrons. Queste specie attaccano gli strobili delle conifere nutrendosi dei semi.

### Ambito medico e veterinario
I cloropidi di interesse igienico-sanitario sono quelli propriamente detti eye flies ("mosche degli occhi") e fanno capo ai generi americani Hippelates e Liohippelates e al genere cosmopolita Siphunculina.
Gli adulti di questi generi sono noti per il fastidio recato all'uomo e agli animali domestici in quanto si nutrono a spese delle secrezioni umorali emesse dagli occhi, dalla bocca, dalle orecchie, da ferite e piaghe. Per questo motivo possono essere occasionali vettori di agenti patogeni in diverse aree delle regioni tropicali dell'America, dell'Africa e dell'Asia e favoriscono perciò la diffusione di malattie infettive come, ad esempio, le mastiti nei bovini e la framboesia nell'uomo.